# Batrachidea flavonotata
Batrachidea flavonotata är en insektsart som beskrevs av Bolívar, I. 1887. Batrachidea flavonotata ingår i släktet Batrachidea och familjen torngräshoppor. Inga underarter finns listade i Catalogue of Life.